# Janusz Grabiański

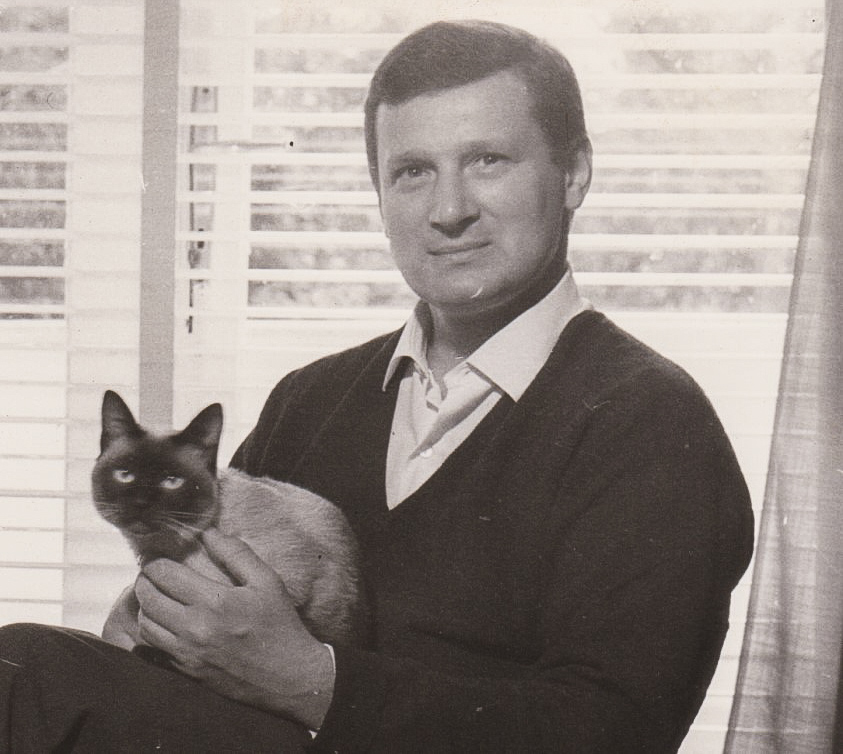
Janusz Grabianski

Janusz Grabiański (* 27. Juli 1929 in Szamotuły, Polen; † 20. Oktober 1976 in Warschau) war ein polnischer Illustrator und Grafiker, der vor allem durch Beiträge zu Kinderbüchern bekannt wurde.

## Werk

Der Löwenkopf

Janusz Grabiański schuf künstlerische Arbeiten wie Zeichnungen und farbige, meist ganzseitige Aquarellbilder. Ab 1958 bis zu seinem Tod illustrierte er für den österreichischen Ueberreuter-Verlag, in den 1970er Jahren entwarf er Werbeposter für die polnische Fluglinie LOT. Der „Löwenkopf“, das bekannte Kastner & Öhler-Logo (von 1973 bis 1991), geht ebenfalls auf seine Mitarbeit zurück (Grabianski und Jablonski).
International bekannt sind seine Illustrationen von Werken deutscher und internationaler Autoren wie Josef Guggenmos, Käthe Recheis, Bruno Horst Bull, Charles Perrault, Hans Christian Andersen, Mark Twain und Enid Blyton sowie Illustrationen der Märchen von Wilhelm Hauff und der Brüder Grimm und der Geschichten aus 1001 Nacht. Figuren wie Hunde, Katzen und Vögel waren immer wieder Schwerpunkte seines Schaffens.
Grabiański ist in Deutschland besonders bei pädagogischen Vertretern der Kinder- und Jugendliteratur (Kindergärten, Grundschulen usw.) bekannt. Er wurde für seine künstlerischen Arbeiten mit mehreren polnischen und internationalen Preisen ausgezeichnet.

## Illustrationen
- Janusz Grabianski: Frohes Singen, frohes Klingen. Ueberreuter, Wien/Heidelberg 1960, DNB 454721269.
- Charles Perrault: Märchen. Deutscher Bücherbund, Stuttgart/Hamburg 1960
- Kinder- und Hausmärchen – Brüder Grimm. Ueberreuter, Wien/Heidelberg 1962, DNB 451668804.
- Märchen – Hans Christian Andersen. Ueberreuter, Wien/Heidelberg 1963, DNB 450073874.
- Margaret Green: Das grosse Buch der wilden Tiere. Ueberreuter, Wien 1965, DNB 451649818.
- Cecylia Lewandowska: Federbällchen. Das Jahr der Meisen. Franckh, Stuttgart 1965, DNB 453028896.
- Eva Leitgeb (Hrsg.): Das Buch vom Osterhasen. Ueberreuter, Wien/Heidelberg 1967, DNB 452794633.
- Josef Guggenmos: Vögel. Ueberreuter, Wien/Heidelberg 1968, DNB 456841423.
- Nacherzählt von Gwen Marsh: Androklus und der Löwe. Ueberreuter, Wien 1970, DNB 457512199 (aus dem Englischen von Ingrid Weixelbaumer).
- Howard Pyle: Die Abenteuer des Robin Hood. Ueberreuter, Wien 1977, DNB 780083784.
- Bruno Horst Bull: Pferde. Kinderreime. Pawlak, Herrsching 1990, ISBN 3-88199-702-4.
- Mein grosses Märchenbuch. Ueberreuter, Wien 1994, ISBN 3-8000-2392-X.